# Municipio de Green Hill (Misuri)
El municipio de Green Hill (en inglés: Green Hill Township) es un municipio ubicado en el condado de Webster en el estado estadounidense de Misuri. En el año 2010 tenía una población de 1492 habitantes y una densidad poblacional de 18,44 personas por km².

## Geografía
El municipio de Green Hill se encuentra ubicado en las coordenadas 37°6′16″N 92°55′29″O / 37.10444, -92.92472. Según la Oficina del Censo de los Estados Unidos, el municipio tiene una superficie total de 80.9 km², de la cual 80,8 km² corresponden a tierra firme y (0,12 %) 0,1 km² es agua.

## Demografía
Según el censo de 2010, había 1492 personas residiendo en el municipio de Green Hill. La densidad de población era de 18,44 hab./km². De los 1492 habitantes, el municipio de Green Hill estaba compuesto por el 97,05 % blancos, el 0,2 % eran afroamericanos, el 0,4 % eran amerindios, el 0,6 % eran de otras razas y el 1,74 % eran de una mezcla de razas. Del total de la población el 2,48 % eran hispanos o latinos de cualquier raza.